# Culex symbletos
Culex symbletos is een muggensoort uit de familie van de steekmuggen (Culicidae). De wetenschappelijke naam van de soort is voor het eerst geldig gepubliceerd in 2003 door Sallum & Hutchings.